# Ingvar Hansson
Gert Ingvar Severin Hansson, född 19 februari 1947 i Örgryte, är en svensk seglare, som tillsammans med rorsmannen John Albrechtson deltog i tempest i olympiska sommarspelen 1972 och 1976. I spelen i Montréal 1976, egentligen i Kingston i Ontario, vann Albrechtson och Hansson guld.
I oktober 2023 blev Hansson invald som nummer 16 i svensk seglings Hall of Fame.